# 冒牌總統
《冒牌總統》（英語：Dave）為1993年出產的美國好萊塢喜劇電影，主演者為凱文·克萊和雪歌妮·薇佛 。電影虛構劇情中，男主角分飾平民與美國總統兩角。
於好萊塢知名的影評中，該片獲得有史以來百支最佳喜劇之一。

## 演員表
- 凱文·克萊飾Dave Kovic / President Bill Mitchell
- 雪歌妮·薇佛飾Ellen Mitchell
- 法蘭·朗基拿飾Bob Alexander
- 文·雷姆斯飾Duane Stevenson
- 本·金斯利飾Vice-President Nance

## 外部連結
- 互联网电影数据库（IMDb）上《冒牌總統》的资料（英文）